# Perizia di stima
La perizia di stima (in genere riferito ad un immobile o ad un compendio immobiliare) consiste in un elaborato composto da un testo articolato, con parti numeriche, nonché grafici ed immagini, redatta al fine di rappresentare una completa ed esaustiva descrizione del bene stimato e valutarne, di conseguenza, la sua natura economica-commerciale. Nella perizia di stima sono riportate tutte le caratteristiche intrinseche ed estrinseche del bene (struttura portante, materiali, ubicazione, carico di resistenza, valori termici, estremi della concessione edilizia, estremi di identificazione catastale, certificati di agibilità o di abitabilità, età dalla sua realizzazione, qualità delle rifiniture, servizi pubblici in zona, ecc.)  È indicato inoltre la scelta e la rappresentazione del metodo di stima e del criterio di stima utilizzati.
Il Codice delle Valutazioni Immobiliari specifica le metodiche da adottare e i criteri per il "Riesame delle valutazioni" (Capitolo 21) al fine di identificare la qualità e l'attendibilità della stima.

## Il criterio di stima
La parola criterio, che deriva dal latino "criterium" è da sempre in relazione con il verbo "distinguere",  "giudicare" e pertanto non a caso è introdotta nel contesto della stima, per la scelta del giudizio: nel nosto caso di tipo economico. 
Per meglio capire cosa si intende per "criterio di stima" basta considerare un semplice esempio sotto riportato.Una pietra preziosa ha diverse caratteristiche proprie come: il colore, la purezza, la durezza del materiale, la dimensione, la sua natura chimica, le sue sfumature cromatiche, la sua geometria, il peso specifico ecc. ecc.
Scegliere il criterio di stima equivale a fermarsi su  una sola o su alcune di queste caratteristiche poiché difficilmente risulta possibile la valutazione generale del bene, considerando rigorosamente tutti gli aspetti di questo e all'interno di un unico quadro generale, spesso molto eterogeneo e complesso. Alcuni pregi del materiale potrebbero essere considerati persino aspetti negativi, dato l'uso finale della pietra; il peso ponderato di un singolo aspetto potrebbe facilmente falsificare il giudizio finale della stima.
Anche il metodo di stima è spesso identificato dai criteri di stima che - per quanto vasta sia la fantasia umana - sono tutti riconducibili, secondo la migliore dottrina, in :
1. criterio del valore di mercato;
2. criterio del valore di costo (o di produzione);
3. criterio del valore di surrogazione (o di sostituzione);
4. criterio del valore di trasformazione;
5. criterio del valore complementare.

In alcune pubblicazioni è citato, tra il criterio di stima, anche la capitalizzazione del reddito, tuttavia un'attenta riflessione porta a considerare che tale aspetto è semplicemente riconducibile a precise operazioni di matematica-finanziaria, basate su stime precedenti (come la valutazione del canone di locazione, la valutazione del reddito ecc.).

## Il metodo di stima
Il metodo di stima non è altro che il modello pratico, utilizzato per redigere la perizia di stima e cambia a seconda del criterio di stima adottato.
La perizia di stima, definita anche perizia stragiudiziale si conclude con l'espressione del Valore monetario di uno o più beni nonché con la firma ed il timbro professionale del perito (in Italia iscritto in ordini od albi professionali).
Per strano che possa sembrare ogni singola stima è legata al soggetto estimatore, al tempo, allo scopo della stima, nonché al criterio di stima adottato. È molto più frequente di quanto si possa immaginare, trovare stime con valori sensibilmente diversi tra loro, riguardante lo stesso bene. 
Per la ricerca del valore, quanto più vicino al reale e senza preferire l'una o l'altra parte (es.: domanda od offerta, acquirente o venditore) risulta fondamentale la figura del perito che, in base alla sua specifica preparazione professionale, potrà trovare tutti gli elementi indispensabili per una coerente valutazione che, nel tempo, soddisfa le parti in causa.
Quando il divario, tra due valori stimati, diventa tale da non permettere possibili intese in genere non si realizza lo scambio, ma quando il valore è richiesto dall'Autorità giudiziaria, si dovrà procedere ad un contenzioso; in tale caso interviene una figura peritale "neutra" il Consulente Tecnico d'Ufficio (CTU) il quale in termini semplici, ma altamente professionali, aiuta il giudice a prendere la giusta decisione, inerente alla valutazione più equa del bene.
Tra i metodi di stima è opportuno ricordare la "perizia di stima ai fini fiscali", che ha come principale obiettivo quello di indicare un valore dell'immobile, attraverso semplici procedimenti analitici, oggetto di Leggi dello Stato. Tale valore incide principalmente sull'imposizione fiscale del bene, nonché sull'opportunità - da parte di organi preposti - di valutare se risulta necessario procedere (o meno) a più dettagliati controlli o a verifiche di coerenza, riguardanti valori, formalmente dichiarati.